# St. Johannes der Täufer (Frömmstedt)

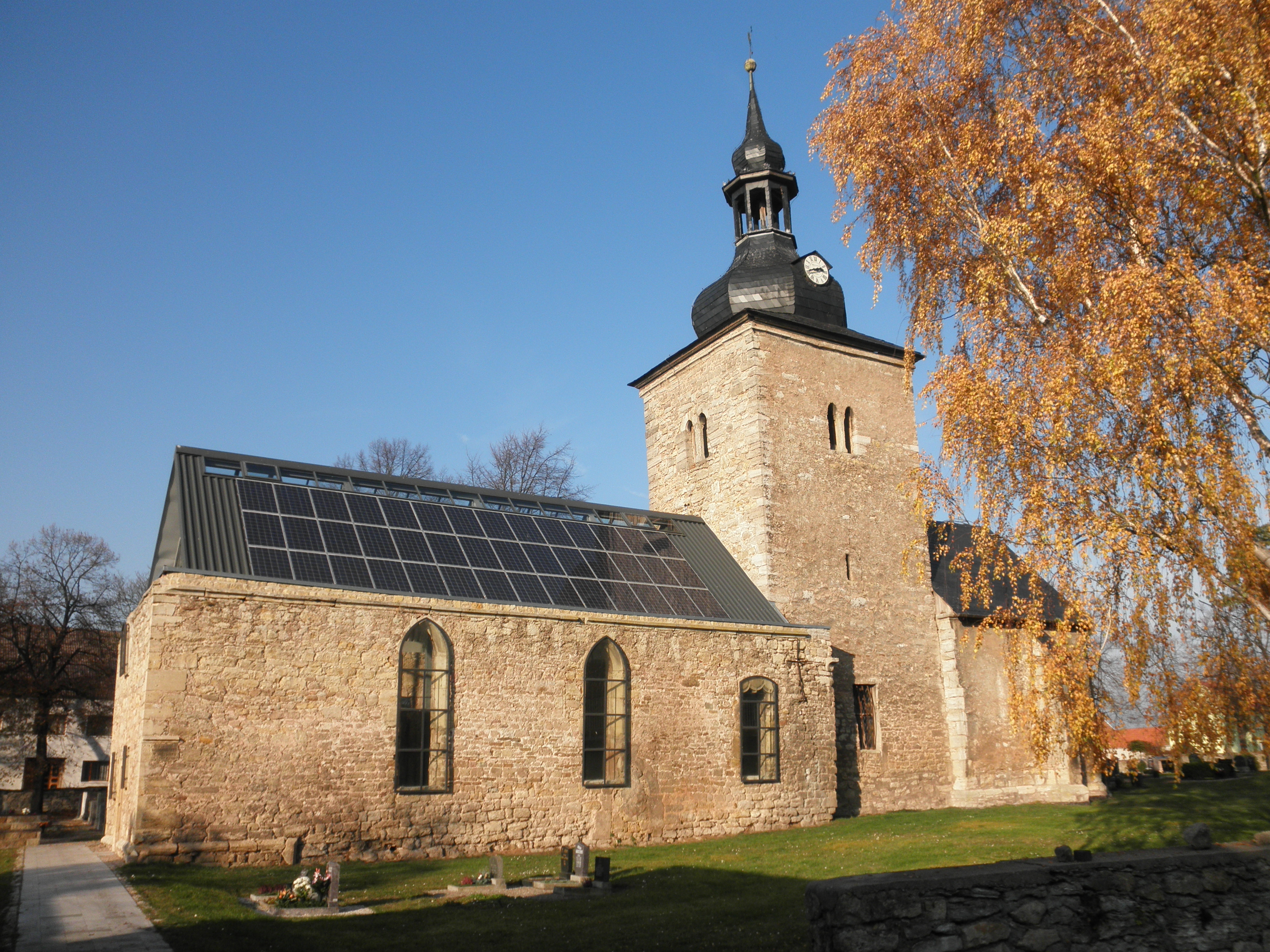
Die Kirche

Die evangelische Dorfkirche St. Johannes der Täufer steht im Friedhof in Frömmstedt im Landkreis Sömmerda in Thüringen.

## Geschichte

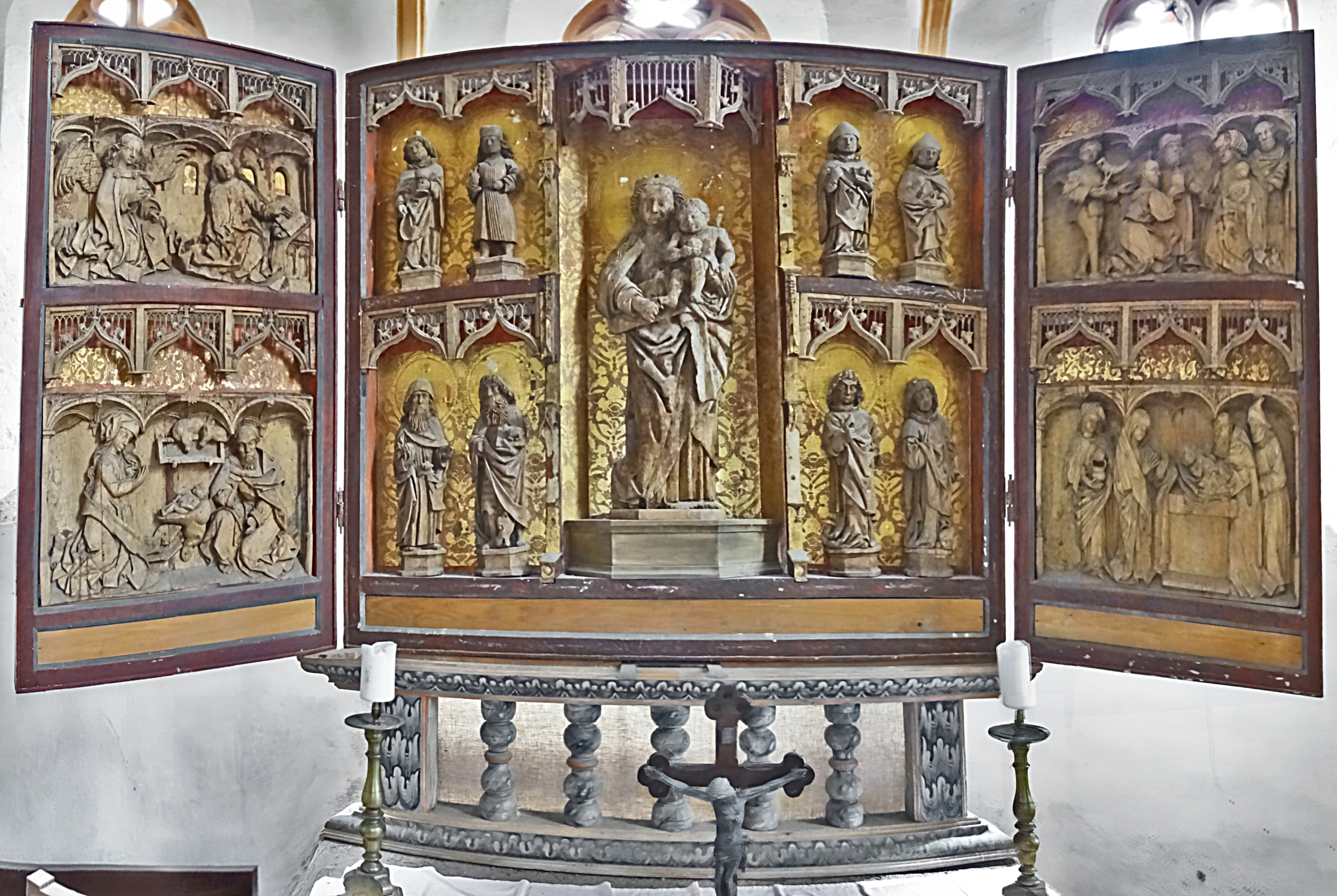
Marien-Flügelaltar

Die Dorfkirche wurde 1344 erstmals urkundlich erwähnt. 1522 wurden Kirchenschiff und Chorraum gebaut. Das 1727 erbaute Portal wurde 1859 erneuert.
Nachdem in den 1980er Jahren das Dach einstürzte, wurde das Kirchenschiff zur Ruine. Gottesdienste wurden fortan im unteren Bereich des Kirchturmes abgehalten. Mitglieder der Kirchgemeinde begannen ab 1990, die Kirchenschiffruine zu beräumen und wieder begehbar zu machen.
Im August 2006 wurde die am Unstrut-Wipper-Radwanderweg gelegene Kirche als vierte Kirche in Thüringen zur Radfahrerkirche gewidmet. 2007 wurde in das Kirchenschiff im Rahmen der Dorferneuerung ein Stahl-Glas-Dach mit Solarzellen eingebaut. Nach Abschluss der Sanierung wurde die Kirche am 3. Juni 2007 wiedereröffnet.
Für die Initiative zur Errichtung von Solarpaneelen auf dem sanierten Kirchendach erhielt Pfarrer Jens Bechtloff 2017 den Thüringer Umweltpreis.

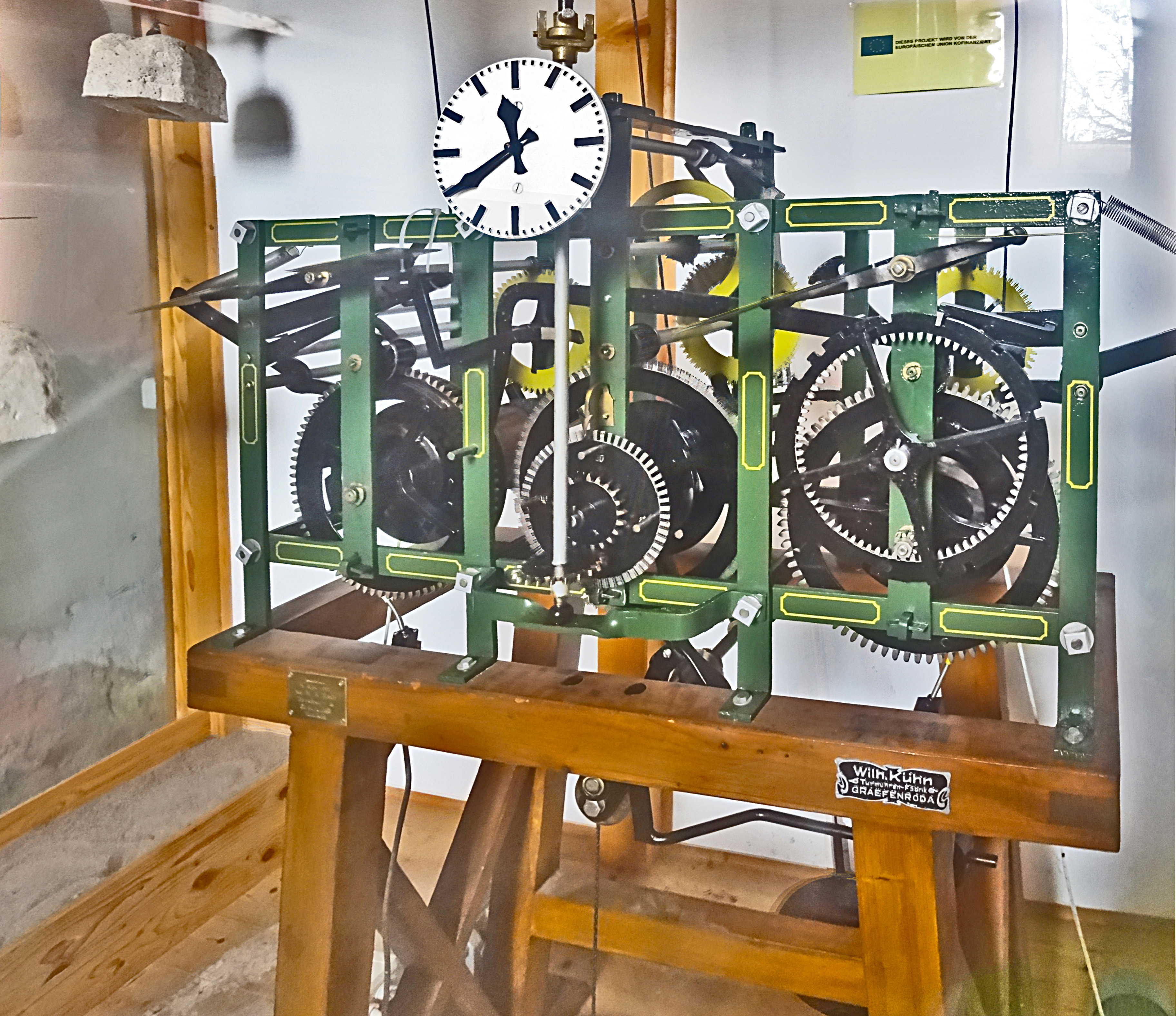
Kühn-Turmuhrwerk

## Ausstattung
Im Osten der Kirche steht der Chorturm mit geschweifter Haube und Laterne sowie polygonalen Chorabschluss.
Zur Innenausstattung der Kirche zählt ein historischer Holzaltar, der nach dem Einsturz des Daches des Kirchenschiffes gerettet wurde.
In einer Glasvitrine ist das restaurierte historische Turmuhrwerk von Wilhelm Kühn (Gräfenroda, vor 1887) zu besichtigen.